# 野原明
野原 明（のばら あきら、1936年1月17日 - ）は、日本の教育者。文化学園大学名誉教授、日本教育文化研究所所長。

## 経歴
大阪府大阪市出身。1958年に京都大学経済学部卒業後、朝日放送記者、NHK社会部記者を務める。教育問題を専門とする。
1983年から2001年までNHK解説委員。2000年より学校法人文化学園の運営に関わり、2001年から2012年まで文化女子大学総合教養系教授兼文化女子大学附属杉並中学校・高等学校校長を務めた。
日本教育社会学会、日本カリキュラム学会、日本国際理解教育学会所属。

## 著作
- 「日本の教育」
- 「戦後教育五十年」
- 「母親のための教育学」
- 「平成の歌舞伎」（丸善ライブラリー）
- 「管理職演習最新教育時事問題」

ほか